# 바티스타 파리나
바티스타 파리나(이탈리아어: Battista Farina, 1893년 11월 2일 ~ 1966년 4월 3일)는 이탈리아의 기업인이자, 피닌파리나의 창업자, 자동차 설계자다.

## 같이 보기
- 피닌파리나